# Baixio das Bestas
Baixio das Bestas é um filme brasileiro de 2006, do gênero drama, dirigido por Cláudio Assis e direção de fotografia de Walter Carvalho. O filme, com cenas fortes e bastante explicitas, reflete sobre a condição da mulher desprotegida, abordando temas dramáticos como a prostituição ilegal e a exploração sexual de menores. Locações em Nazaré da Mata e canções do maracatu rural.

## Sinopse
Na Zona da Mata pernambucana, região de canaviais que movimentam trabalhadores rurais e caminhoneiros, vive Auxiliadora, jovem de 16 anos explorada por seu avô, Heitor. O homem tem um discurso moralista mas não pensa duas vezes antes de exibir a neta nua por dinheiro em um posto de parada de caminhões. Na cidade mora o estudante Cícero, de família de classe média, que passa os fins-de-semana envolvido com álcool, drogas e orgias sadomasoquistas com as prostitutas de Dona Margarida, comandadas pelo doentio Everardo. Cícero vê Auxiliadora no posto e imediatamente a deseja, passando a segui-la pelas ruas. No campo, a moça chama a atenção do humilde Maninho, mas, apesar dela também se interessar por ele, o rapaz é afastado pelo avô e se ressente disso. 

## Elenco
- Mariah Teixeira .... Auxiliadora[7]
- Fernando Teixeira .... Seu Heitor
- Caio Blat .... Cícero
- Matheus Nachtergaele .... Everardo
- Dira Paes .... Bela
- Marcélia Cartaxo .... Ceiça
- Hermila Guedes .... Dora
- Conceição Camarotti .... Dona Margarida
- João Ferreira .... Mestre Mário
- Irandhir Santos .... Maninho
- China .... Cilinho
- Samuel Vieira .... Esdras
- Jones Melo

## Prêmios
- Indicado para Melhor Filme no Grande Prêmio do Cinema Brasileiro (2008)[9]
- Indicado para Melhor Ator para Matheus Nachtergaele no Grande Prêmio do Cinema Brasileiro (2008)[9]
- Indicado para Melhor Atriz para Dira Paes no Grande Prêmio do Cinema Brasileiro (2008)[9]
- Indicado para Melhor Atriz Coadjuvante para Marcélia Cartaxo e Hermila Guedes no Grande Prêmio do Cinema Brasileiro (2008)[9]
- Melhor Fotografia para Walter Carvalho no Troféu APCA 2007.[10]
- Indicado ao prêmio Coup de Cœur no Festival de Cinema Latino-Americano de Toulouse (2007)[11][12]
- Primeiro longa-metragem brasileiro a receber o prêmio Tiger Award, maior prêmio do Festival Internacional de Cinema de Rotterdam (2007)[13][14]
- Melhor direção entre os 12 concorrentes no 9º Festival de Cinema Brasileiro de Paris, que aconteceu na capital francesa (2007)[15]
- Melhor Filme (Júri Oficial) no Festival de Cinema de Brasília (2006)[16][17]
- Melhor Filme eleito pela crítica no Festival de Cinema de Brasília (2006)[16][17]
- Melhor Atriz com Mariah Teixeira no Festival de Cinema de Brasília (2006)[16][17]
- Melhor Ator Coadjuvante com Irandhir Santos Festival de Cinema de Brasília (2006)[16][17]
- Melhor Atriz Coadjuvante com Dira Paes no Festival de Cinema de Brasília (2006)[16][17]
- Melhor Trilha Sonora com Pupillo no Festival de Cinema de Brasília (2006)[16][17]